# Ернст (Саксония)
Ернст (на немски: Ernst; * 24 март 1441, Майсен; † 26 август 1486, при Колдиц) от род Ветини, е от 1464 г. до смъртта си херцог на Саксония-Витенберг, курфюрст на Саксония, ландграф на Тюрингия (1482 – 1486) и маркграф на Майсен (1464 – 1485). Той основава линията Ернестини на род Ветини.

## Живот
Ернст е вторият син на курфюрст Фридрих II Кроткия (1412 – 1464) и на Маргарета Австрийска (1416 – 1486), дъщеря на херцог Ернст Железни от Австрия от Хабсбургите.
След смъртта на по-големия му брат Фридрих той става през 1451 г. курпринц. През 1455 г. Ернст е отвлечен от замък Алтенбург заедно с брат му Албрехт Храбри от Кунц фон Кауфунген († 14 юли 1455).
Ернст се жени на 19 ноември 1460 г. в Лайпциг за Елизабет Баварска (1443 – 1484), дъщеря на баварския херцог Албрехт III. Четири години по-късно след смъртта на баща му (1464) той става курфюрст на Саксония. Ернст управлява сам в Саксония и 21 години заедно с брат си Албрехт в Тюрингия и Майсен. Има добри отношения с Бохемия и с унгарския крал Матяш Корвин.
През 1480 г. пътува до Рим, за да осигури за малките си синове архиепископските столове на Магдебург и Майнц.
На 26 август 1486 г. Ернст пада от кон и умира близо до Колдиц. Погребан е в катедралата на Майсен.

## Деца
Ернст и Елизабет Баварска имат децата:
- Кристина (1461 – 1521); ∞ 1478 за Йохан Датски (1455 – 1513), крал на Дания, Норвегия и Швеция (1455 – 1513)
- Фридрих III Мъдри (* 17 януари 1463, † 5 май 1525), 9-и курфюрст на Саксония.
- Ернст II (1464 – 1513), архиепископ на Магдебург, администратор на Халберщат
- Адалберт (1467 – 1484), администратор на архиепископия Майнц
- Йохан Твърди (1468 – 1532), курфюрст на Саксония:∞ 1. 1500 за принцеса Софи фон Мекленбург-Шверин (1481 – 1503):∞ 2. 1513 за принцеса Маргарете фон Анхалт (1494 – 1521)
- Маргарета (1469 – 1528):∞ 1487 за херцог Хайнрих I от Брауншвайг-Люнебург (1468 – 1532)
- Волфганг (1473 – 1478)

- Портрети на някои от децата
- Йохан Твърди и Фридрих III Мъдри
- Маргарета